# Vilamulaca
Vilamulaca ([biləmu'lakə], o [viləmu'lakə], en francès Villemolaque) és un poble, cap de la comuna, de 1.177 habitants el 2013, de la comarca del Rosselló, a la subcomarca dels Aspres, a la Catalunya del Nord.

## Etimologia
Segons Joan Coromines, el nom del poble de Vilamulaca és un dels relativament escassos mossarabismes conservats al Rosselló. Provindria de vin- (de l'àrab ibn al), mac i klum, que fa coincidir Vilamulaca amb els empordanesos Vilacolum i Vilamacolum. El significat de les arrels aràbiques equivaldria, aproximadament, a lloc amb una torre escapçada o amb un turó punxegut, en algunes interpretacions, o bé a lloc de terres adobades, en d'altres.

## Geografia

### Localització i característiques generals del terme

Situació de la comuna de Vilamulaca en el Rosselló

La comuna de Vilamulaca, d'una extensió de 60.000 hectàrees, és a la Plana del Rosselló, a tocar dels Baixos Aspres, a la dreta del Reart. Travessa el terme la Ribera de Paçà, que aflueix en el Reart dins d'aquest terme.
L'estructura general del territori de Vilamulaca és plana, però la zona nord inclou la clotada dels Estanyols, i la més meridional, el Serrat d'en Guixet i el Serrat de les Teuleries, ja pertanyents als Baixos Aspres. A la zona nord del terme hi ha l'antiga caseria i hostal de Mas Sabola, l'antic priorat de Candell, la petita caseria de les Teuleries.
Termes municipals limítrofs:
| Trullars  |  | Bages de Rosselló         |
| Paçà      |  | Brullà Sant Joan la Cella |
| Trasserra |  | Banyuls dels Aspres       |

### El poble de Vilamulaca
El poble està situat gairebé a l'extrem sud-oest del seu allargassat terme, a la dreta i al sud del Reart. Es troba a prop i a ponent de tres grans vies de comunicació: la via del Tren d'Alta Velocitat, l'autoruta la Catalana i la carretera departamental D-612, l'antiga Nacional-9.
Vilamulaca nasqué a partir de la cellera formada a l'entorn de la seva església parroquial de Sant Julià i Santa Basilissa, amb un eixamplament d'època moderna just a llevant. Més tard, ja als segles XX i XXI, s'eixamplà pràcticament cap a totes les direccions a través de modernes urbanitzacions, com les de Marcella i la Solana. La Cava Alavall i la Cava Font marquen els límits del poble d'èpoques medieval i moderna amb el creixement contemporani.

### Mas Sabola
Antic llogaret situat en el sector més septentrional del terme, en una important cruïlla de carreteres.

### Les Teuleries
Veïnat situat al nord-est del poble de Vilamulaca, a mig camí entre aquest poble i Mas Sabola.

### Candell
Antic llogaret de Candell es constituí al voltant del priorat de Sant Miquel de Candell. Actualment són desapareguts tant el priorat com el monestir.

### Els masos del terme
Els llocs habitats dispersos del terme de Vilamulaca són l'antic hostal de la Creu Blanca, al Mas d'en Torrepeires, el Mas d'en Trilles, el Mas d'en Sabola, el Mas Llobes, ara en ruïnes, el Mas Safont, el Mas Teis i les Teuleries. També hi havia hagut l'Hostal del Reart, al Mas d'en Trilles, el Pontet de les Escales i la Torrella.

### Cursos d'aigua
El terme de Vilamulaca està situat ja plenament en els Aspres, per la qual cosa ja no hi trobem canals de drenatge o d'irrigació (agulles), sinó rius, rieres i torrents. Els principals cursos d'aigua són el riu Reart, que fa de límit municipal des de l'extrem sud-oest fins al nord, separant Vilamulaca de Trullars i de Pontellà i Nyils, i la Ribera de Paçà, que s'aboca en el Reart a prop al nord-est del poble. El que hi ha en aquest terme són diversos torrents, aquí anomenats còrrecs. Així, trobem el Còrrec de Coma d'Egues, el de Font Blanca, el de la Carrerada, el de la Font dels Lladres, o, simplement, Còrrec dels Lladres, el del Camp Llarg, el del Camp Tancat, el de l'Olivet (abans, de l'Olivet de les Amoreres), el del Puget, el del Camí de Trasserra, o Còrrec d'en Cessó, el del Puig, o Còrrec de Perilla, el del Romegar, el dels Siurers, el d'en Perilla, o Còrrec de la Vinya, i el d'en Ricard.

### El relleu
El sector meridional i el més oriental del terme de Vilamulaca són els més elevats: s'hi arriba als 103 metres d'altitud. Conforme avança cap al nord i el nord-oest va assolint alçàries més moderades, fins als 80 al lloc on és situat el poble i als 60 m alt al nord del terme. Entre les alçàries destacades hi ha el Puget, a ponent del poble de Vilamulaca, el Serrat de la Teuleria, a llevant de les Teuleries, ran del terme de Sant Joan la Cella, i el Serrat d'en Guixet, a llevant de Mas Sabola, al límit amb Bages de Rosselló.

### El terme comunal
Alguns dels noms del terme de Vilamulaca indiquen partides o indrets amplis, com ara les Cabetudes, Candell, Cessó, Coma d'Egues, els Correguils, els Estanyols, el Falguerar, les Fontetes, la Joncassa, Mas d'en Trilles, Mas d'en Sabola, la Massota, la Pedra Blanca, les Peroleres, el Puget, el Reart, abans Salt d'en David, Ribesaltes, el Romegar, les Teuleries i el Vilar. D'altres topònims designen camps, olivedes, vinyes, etcètera: el Camp del Prior, el Camp del Roure, el Camp d'Arpajó, el Camp d'en Barta, el Camp d'en Bellsolà, el Camp d'en Conte, el Camp d'en Tardiu, el Camp Llarg, les Hortes, el Mallol Gros, la Vinya d'en Vilar i la Vinya Nova. Alguns noms són ja desapareguts de l'ús comú, com el Camp d'en Bonet, el Camp d'en Ciscar, el Camp d'en Jaubert de Paçà (dos de diferents), el Camp d'en Palmada, el Camp d'en Sales, el Camp d'en Torrent, l'Oliveda d'en Bonet, l'Oliveda d'en Jaubert i la Vinya d'en Capdet.

## Transports i comunicacions
Travessa el terme de Vilamulaca pel seu sector més oriental, de nord a sud, l'autopista A-9/E-15, anomenada la Catalana, que no té cap enllaç dins del terme.
D'altra banda, la carretera D - 2 (Argelers - D-619, a Trevillac) travessa el terme d'est a oest. Per aquesta carretera, Vilamulaca es comunica directament amb Sant Joan la Cella (3,1 km), Brullà (7,2), Sant Genís de Fontanes (10,4), la Roca d'Albera (13,5), Sureda (17,1) i Argelers (20), cap a l'est, i Forques (4,1), el trencall de Paçà (4,6), Montoriol (5,2), Queixàs (16,9), Sant Miquel de Llotes (21,4), Illa (23,3), Montalbà del Castell (32,3) i Trevillac (34,9) (els dos darrers ja a la Fenolleda, comarca occitana), cap a l'oest.
Encara, la D - 37 (Trullars - Vilamulaca) marxa de Vilamulaca cap al nord-oest, i mena a Trullars en 4 quilòmetres. Una variant d'aquesta, la D - 37A (Vilamulaca - D-900, a Vilamulaca), suposa l'accés del poble a la carretera general més important en 2,3 km.
Per l'extrem nord del terme, al lloc de Mas Sabola, travessa el terme de llevant a ponent la carretera D - 612 (Elna - Millars), que, tanmateix, queda força lluny del poble de Vilamulaca, que enllaça amb aquesta carretera a través de la D-900.
Finalment, la D - 900 (Salses - el Portús) travessa el terme de Vilamulaca de nord a sud. Des de Vilamulaca mena en 7,5 quilòmetres a Pollestres, en 13,4 a Perpinyà, en 31,5 a Salses i en 35 al límit del departament, pel costat nord, i en 1,8 al trencall de Banyuls dels Aspres, en 10 al Voló, en 12 a les Cluses i en 13,5 al Portús, pel costat sud.
Pel terme de Trullars es troba la via fèrria del tren d'alta velocitat. Entra en el terme per l'extrem sud-est del terme, i en surt pel nord-oest, cap a la meitat del terme, marcant un arc de sud-est a nord-oest. No té estació pròpia a Vilamulaca, per la qual cosa aquest poble s'ha de servir de l'estació de Perpinyà.
La línia 300 del servei departamental de Le bus à 1 €, de Perpinyà a Arles de Tec, passa pel Mas Sabola, sense arribar al poble de Vilamulaca. Ofereix servei dos cops al dia, mentre que diumenge es fusiona amb les línies 340 i 341.
La línia 340 del mateix servei, que uneix Perpinyà amb Arles de Tec, passa també pel Mas Sabola. Uneix Perpinyà amb Costoja (Vallespir) passant per Pollestres, Banyuls dels Aspres, el Voló, Sant Joan de Pladecorts, Ceret, Reiners, els Banys d'Arles, Arles de Tec, Montferrer, Sant Llorenç de Cerdans i Costoja. Circula nou cops al dia de dilluns a dissabte, i és substituïda per les línies 341 i 342 el diumenge i dies festius.
La línia 341 del mateix servei també passa pel Mas Sabola, un sol cop al dia de dilluns a dissabte. Diumenge supleix el servei de la 340.
La línia 380 del mateix servei uneix Vilamulaca amb Perpinyà, cap al nord, i amb Paçà cap al sud, `passant per Tuïr, Trullars, Vilamulaca i Trasserra. Amb 7 serveis diaris en cada direcció de dilluns a dissabte, no circula els dies de festa. Vilamulaca és a 35 minuts de Perpinyà, a un quart d'hora de Tuïr, a 5 de Trullars, a 7 de Trasserra i a 10 minuts de Paçà.
Al terme de Vilamulaca es troben dues menes de camins: els que comuniques el poble amb els llocs veïns, i els interns del terme. Entre els primers es troben, a més de la Ruta de Perpinyà, els camins de Bages, de Banyuls dels Aspres, de Paçà, de Perpinyà, de Sant Joan la Cella, el de Sant Joan la Cella a Perpinyà, el de Trasserra i el de Trullars. Entre els interiors, el Camí, o Camí de Cessó, el de la Pedra Blanca, el de la Ribera de Paçà, el del Mas Déu, el de l'Olivet i el del Puget.
Esment a part mereixen la via del TGV, l'Autoruta la Catalana i la Carrerada.

## Història

### Edat mitjana
El primer esment de Vilamulaca és del 973: Villa Mulaca és esmentada en una donació a la seu d'Elna, i torna a aparèixer el 981 en una altra donació, ara a Sant Genís de Fontanes. Són freqüents els esments en altres documents (1044, 1050, etc.).
A partir del 1133 hi comencen a adquirir terres els templers del Mas Déu, activitat que s'allarga els segles xii i xiii, fins que el 1385 els hospitalers posseïen ja la quasi totalitat del terme de Vilamulaca. Més endavant va passar a dependre del Monestir del Camp, ja fins a la Revolució francesa, quan el monestir va passar a ser de propietat privada i el poble de Vilamulaca es va independitzar.
Des del punt vista senyorial, a Vilamulaca es conservaren alguns drets reials, que la reina Violant cedí a Ponç de Perellós juntament amb la baronia de Trasserra.

### Edat moderna
El senyoriu passà, al llarg de l'edat moderna per diverses mans: Jaume Joan Reixac, la família Taquí (1541), els Tord (1587), els Foix de Bearn, fins que el 1770 consten com a cosenyors Josep d'Oms i el prior del Monestir del Camp.

## Activitats econòmiques
El terme de Vilamulaca és essencialment agrícola, gairebé íntegrament dedicat a la vinya: unes 375 hectàrees d'un total de quasi 400 ho evidencien. Els vins que s'hi produeixen són principalment de qualitat, de denominació d'origen controlada (se n'hi poden trobar dues: Rosselló dels Aspres i Costes de l'Alt Rosselló. Fora de la vinya, hi ha un parell d'hectàrees dedicades a albercoquers, un parell més a presseguers i un parell més a hortalisses. Hi ha una mica de bestiar cabrum: no arriba a 40 caps de bestiar.

## Demografia

### Demografia antiga
La població està expressada en nombre de focs (f) o d'habitants (h)
| 14 f | 10 f | 11 f | 7 f | 10 f | 3 f | 8 f | 20 f | 14 f | 17 f | 102 h | 17 f | 24 f |

Font: Pélissier 1986

### Demografia contemporània
| Evolució de la població |      |      |      |      |      |      |      |      |
| 1793                    | 1800 | 1806 | 1821 | 1831 | 1836 | 1841 | 1846 | 1851 |
| 91                      | 112  | 112  | 170  | 188  | 185  | 194  | 209  | 207  |

| 1856 | 1861 | 1866 | 1872 | 1876 | 1881 | 1886 | 1891 | 1896 |
| ---- | ---- | ---- | ---- | ---- | ---- | ---- | ---- | ---- |
| 189  | 210  | 236  | 277  | 309  | 472  | 527  | 528  | 570  |

| 1901 | 1906 | 1911 | 1921 | 1926 | 1931 | 1936 | 1946 | 1954 |
| ---- | ---- | ---- | ---- | ---- | ---- | ---- | ---- | ---- |
| 650  | 620  | 565  | 605  | 586  | 604  | 603  | 513  | 513  |

| 1962 | 1968 | 1975 | 1982 | 1990 | 1999 | 2006  | 2011  | 2012  |
| ---- | ---- | ---- | ---- | ---- | ---- | ----- | ----- | ----- |
| 506  | 504  | 466  | 480  | 833  | 922  | 1.124 | 1.203 | 1.191 |

| 2013  | - | - | - | - | - | - | - | - |
| ----- | - | - | - | - | - | - | - | - |
| 1.177 | - | - | - | - | - | - | - | - |

Fonts: Ldh/EHESS/Cassini fins al 1999, després INSEE a partir deL 2004

### Evolució de la població

Població 1962-2008

## Administració i política

### Batlles[10]
| Període              | Nom                    | Opció política | Comentaris                                      |
| -------------------- | ---------------------- | -------------- | ----------------------------------------------- |
| 1792 – 1795          | Honoré Berga           |                |                                                 |
| 1795 – 1798          | Philippe Bonet         |                | Agent comunal de la municipalitat de cantó      |
| 1798 – 1800          | Honoré Berga           |                | Agent comunal de la municipalitat de cantó      |
| 1800 – 1812          | Pierre Bonet           |                |                                                 |
| 1812 – 1832          | Paul Torrent           |                |                                                 |
| 1832 – 1843          | Élie Sales             |                |                                                 |
| 1843 – 1848          | Paul Torrent           |                |                                                 |
| 1848 – 1857          | Joseph Ribes           |                |                                                 |
| 1857 – 1857          | Alexandre de Roca      |                |                                                 |
| 1857 – 1871          | Saturnin Biagne        |                |                                                 |
| 1871 – 1871          | Alexandre de Roca      |                |                                                 |
| 1871 – 1874          | Pierre Castaillet      |                |                                                 |
| 1874 – 1876          | Victor de Roca         |                |                                                 |
| 1876 – 1878          | Joseph Fabre           |                |                                                 |
| 1878 – 1880          | Pierre Vidal           |                |                                                 |
| 1880 – 1916          | Jean Benoît de Roca    |                |                                                 |
| 1916 – 1919          | Marius Bascou          |                |                                                 |
| 1919 - 1935          | Auguste Jacques Gracia |                |                                                 |
| 1935 – 1939          | Marcel Bascou          |                |                                                 |
| 1939 - 1940          | Pierre Doutres         |                |                                                 |
| 1940 - 1944          | Marcel Bascou          |                |                                                 |
| 1944 – 1945          | César Torrent          |                | Nomenat pel Comitè Departamental d'Alliberament |
| 1945 – 1945          | Marcel Olivé           |                |                                                 |
| 1945 - 1953          | Albert Pages           |                |                                                 |
| 1953 – 1989          | René Olivé             |                |                                                 |
| 1989 - 1996          | Raymond Dulceres       |                |                                                 |
| 2001 - Moment actual | Jean-Claude Péralba    |                |                                                 |

### Legislatura 2014 - 2020

#### Batlle
- Jean-Claude Péralba.

#### Adjunts al batlle[11]
- 1r: Serge Roca. Delegat d'urbanisme, obres i quadre de vida
- 2n: Ghislaine Flachaire. Delegada d'Afers escolars i periescolars, de Petita infància i d'Acció social
- 3r: Anne-Marie Marcon. Delegada d'Administració general, Vida social i associativa
- 4t: Bruno Botet. Delegat de Finances, Culture i Comunicació.

#### Consellers municipals
- Sébastien Baylet
- Jean-Marc Bens
- Jean-Luc Berget
- Joseph Gamarro
- Florence Gaudin
- Georges Jourda
- Annie LeLaurain
- Ghislaine Molinier
- Sabine Richard
- Carine Trainaud.

### Adscripció cantonal

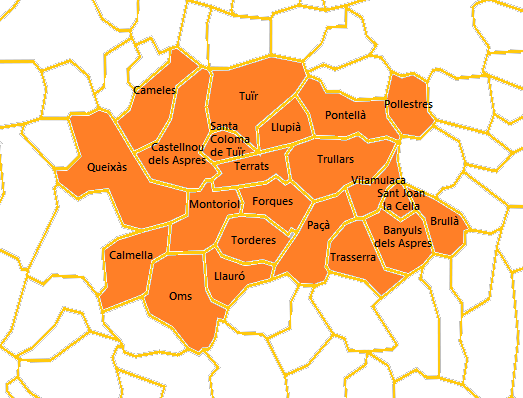
Mapa del Cantó 1 dels Aspres

A les eleccions cantonals del 2015 Vilamulaca ha estat inclòs en el cantó número 1, denominat Els Aspres, amb capitalitat a la vila de Tuïr i amb els pobles de Banyuls dels Aspres, Brullà, Calmella, Cameles, Castellnou dels Aspres, Forques, Llauró, Llupià, Montoriol, Oms, Paçà, Pollestres, Pontellà i Nyils, Queixàs, Santa Coloma de Tuïr, Sant Joan la Cella, Terrats, Torderes, Trasserra, Trullars i Vilamulaca. Hi han estat escollits com a consellers departamentals Édith Pugnet, del Partit Comunista - Front d'esquerra, Vicepresident del Consell departamental, adjunta al batlle de Cabestany, i René Olivé, del Partit Socialista, Vicepresident del Consell departamental, batlle de Tuïr.

## Personatges
- Robert Olive (1950), alcalde de Sant Feliu d'Amunt i diputat a l'Assemblea Nacional Francesa

## Llocs d'interès
- Església parroquial de Sant Julià i Santa Basilissa